# Medal Pochwalny
Medal Pochwalny (ang. Commendation Medal, skrót COM / CM) – amerykańskie odznaczenie, przedostatnie w hierarchii odznaczeń wojskowych (przed Medalem za Osiągnięcie), przyznawane przede wszystkim za zasługi niebojowe podczas pełnienia służby. Nadawane w pięciu odmianach przez poszczególne Rodzaje Sił Zbrojnych: Wojska Lądowe, Siły Powietrzne, Marynarkę Wojenną i Korpus Piechoty Morskiej oraz Straż Wybrzeża. Piątą odmianę stanowi medal nadawany za służbę na połączonym stanowisku służbowym (Joint Duty Activity – JDA) lub w kwaterze Połączonych Sił Zadaniowych (Joint Task Force). Każda z odmian może zostać nadana żołnierzowi innego Rodzaju Sił Zbrojnych, a także żołnierzowi sił zbrojnych państwa sojuszniczego.

## Historia
Odznaczenie zostało ustanowione 11 stycznia 1944 roku dla Marynarki Wojennej i Korpusu Piechoty Morskiej, zaś 18 grudnia 1945 roku dla Wojsk Lądowych, początkowo jedynie w formie wstążki bez medalu, który dodano dopiero w roku 1950. Medal dla Straży Wybrzeża ustanowiono w 1947 roku, natomiast dla Sił Powietrznych w roku 1959. W 1967 roku Departament Obrony wprowadził odmianę dla Połączonych Rodzajów Sił Zbrojnych, noszoną przed pozostałymi odmianami medalu.
Odznaczenie może być nadane wielokrotnie. Kolejne nadanie jest oznaczane poprzez nałożenie na wstążkę (oraz baretkę) brązowej odznaki w formie pęku liści dębowych (oak leaf cluster) w Wojskach Lądowych, Siłach Powietrznych i medalu Połączonych Rodzajów Sił Zbrojnych lub złotej pięcioramiennej gwiazdki w Marynarce Wojennej, Korpusie Piechoty Morskiej i Straży Wybrzeża. Pięć odznak brązowych lub gwiazdek złotych jest zastępowanych odznaką względnie gwiazdką srebrną. W szczególnych wypadkach każda z odmian medalu może być nadana za zasługi bojowe. Nadanie takie wyróżnia brązowa litera „V” (ang. valor – waleczność) umieszczona na wstążce i baretce.
Army Commendation Medal jest jednym z najwyższych amerykańskich odznaczeń nadawanych obcokrajowcom. Kandydat proponowany do odznaczenia tym medalem musi zostać zaakceptowany przez Pentagon oraz amerykańskie władze bezpieczeństwa.

## Rodzaje Medali Pochwalnych
| Nazwa medalu | Połączonych Rodzajów Sił Zbrojnych (Joint Service Commendation Medal – JSCM) | Wojsk Lądowych (Army Commendation Medal – ARCOM) | Sił Powietrznych (Air Force Commendation Medal – AFCM) | Marynarki Wojennej i Korpusu Piechoty Morskiej (Navy and Marine Corps Commendation Medal – N&MCCM) | Straży Wybrzeża (Coast Guard Commendation Medal – CGCM) |
| Baretka      |                                                                              |                                                  |                                                        | |                                                         |
| Awers medalu |                                                                              |                                                  |                                                        | |                                                         |

### Medal Pochwalny Wojsk Lądowych (Army Commendation Medal – ARCOM)
Oddział Personalny, Zarząd Ogólny Administracyjno-Personalny Departamentu Wojny (War Department General Administration and Personnel – WDGAP), w swoim raporcie z 5 listopada 1945 r., zarekomendował ustanowienie Wstążki Pochwalnej Wojsk Lądowych (Army Commendation Ribbon) o charakterystycznym wzorze w celu wyróżnienia zasłużonej służby w obszarach, za które w tym w czasie nie można było przyznać Medalu Brązowej Gwiazdy (Bronze Star Medal). Rekomendacja została zatwierdzona przez Sekretarza Wojny, a wstążka została ustanowiona Okólnikiem Departamentu Wojny Nr 377 z dnia 18 grudnia 1945 r. Dokument ten upoważnił przyznawanie nagrody „za zasłużoną służbę członkom Sił Zbrojnych Stanów Zjednoczonych służących w jakimkolwiek charakterze w Wojskach Lądowych od 7 grudnia 1941 r., ale nie w ciągłych działaniach operacyjnych wobec przeciwnika, ani przy bezpośrednim wsparciu takiej operacji, tj. w obszarach i w okresach, w których Medal Brązowej Gwiazdy nie może być przyznany ze względu na jego operacyjny charakter”. Upoważnienie do wyróżniania Wstążką Pochwalną (Commendation Ribbon) zostało przyznane generałom dywizji lub dowódcom dowolnego dowództwa, sił lub jednostki wojskowej, zwykle dowodzonych przez generała dywizji.
W korespondencji Oddziału Personalnego z dnia 29 kwietnia 1948 r. do Oddziału ds. Personalnych i Administracyjnych, Kwatermistrza Generalnego, poinformowano, że Sekretarz Wojsk Lądowych i Sekretarz Sił Powietrznych wyrazili zgodę na ustanowienie medalu do Wstążki Pochwalnej i zlecili przygotowania propozycji projektu. Projekt został zatwierdzony przez obu sekretarzy w dniu 8 lipca 1948 r. Zawieszka Medalowa na Wstążce Pochwalnej (The Medal Pendant for Commendation Ribbon) został ogłoszony w Okólniku Nr 91 Departamentu Wojsk Lądowych (Department Army) z dnia 20 lipca 1949 r. (Pismo Sił Powietrznych Nr 35-25 z dnia 20 marca 1950 r.). Sekretarz Marynarki Wojennej zatwierdził Wstążkę Pochwalną Marynarki Wojennej (Navy Commendation Ribbon) i zezwolił 6 kwietnia 1950 r. na użycie tego samego medalu, ale z inną wstążką.
Zgodnie z Rozkazem Ogólnym nr 10 Departamentu Wojsk Lądowych z dnia 31 marca 1960 r. przemianowano Wstążkę Pochwalną z Zawieszką Medalową na Medal Pochwalny Wojsk Lądowych (Army Commendation Medal). Prezydent Kennedy, w memorandum do Sekretarza Obrony z dnia 1 czerwca 1962 r., zezwolił na przyznawanie odznaczenia wojskowego żołnierzom sił zbrojnych krajów zaprzyjaźnionych, którzy po 1 czerwca 1962 r. wyróżnili się aktem bohaterstwa, niezwykłego osiągnięcia lub zasłużoną służbą.
Zasady pierwszeństwa i sposób noszenia odznaczeń określa regulamin Wojsk Lądowych AR 670-1. Zasady przyznawania, upoważnień, dostaw i przyznawania odznaczeń zawarte są w AR 600-8-22.

## Odznaczeni

### Polscy żołnierze odznaczeni Medalem Pochwalnym (Commendation Medal)
| Stopień        | Imię       | Nazwisko      | Odmiana            | Data odznaczenia | Uwagi |
| -------------- | ---------- | ------------- | ------------------ | ---------------- | --- |
| gen.           | Rajmund    | Andrzejczak   | ARCOM              | 2006             | Za służbę w ramach VII zmiany PKW Irak |
| gen. broni     | Krzysztof  | Król          | ARCOM JSCM         | 2005 2018        | ARCOM za służbę w ramach IV zmiany PKW Irak, JSCM za służbę w DWKP-W w Szczecinie                                                                                                   |
| gen. dyw.      | Roman      | Polko         | ARCOM              |                  | |
| gen. bryg.     | Sławomir   | Petelicki     | ARCOM              |                  | |
| gen. bryg.     | Dariusz    | Parylak       | ARCOM              | 2008             | |
| gen. bryg.     | Arkadiusz  | Szkutnik      | ARCOM              | 2008             | |
| gen. bryg.     | Piotr      | Żurawski      | JSCM               | 2010, 2018       | Dwukrotnie: ISAF 2010; HQ MNC NE 2018 |
| gen. bryg.     | Artur      | Jakubczyk     | ARCOM              | 2018             | Za działalność na rzecz bezpieczeństwa międzynarodowego |
| gen. bryg.     | Karol      | Molenda       | ARCOM              | 2019             | |
| płk            | Mieczysław | Karpiel       | ARCOM              | 2015             | |
| płk            | Piotr      | Fajkowski     | ARCOM              | 2017             | Za wzorową służbę jako dowódca zgrupowania bojowego podczas misji ISAF w Afganistanie                                                                                               |
| płk            | Jacek      | Perkowski     | ARCOM              | 2018             | Z rąk attaché wojskowego USA płk. Jamesa McDonougha, przyznany przez Dowódcę Wojsk Lądowych USA w Europie                                                                           |
| kmdr           | Robert     | Wereszko      | JSCM               |                  | US Joint Staff, J7 Joint Force Development / Joint & Coalition Warfighting – pierwszy polski oficer łącznikowy w Sztabie Połączonym Sił Zbrojnych USA (sierpień 2011 – lipiec 2014) |
| ppłk           | Andrzej    | Kujawa        | ARCOM              | 2006             | Za służbę w ramach VII zmiany PKW Irak |
| ppłk           | Artur      | Rochnowski    | ARCOM              | 2012             | ISAF |
| ppłk           | Grzegorza  | Wtykło        | ARCOM              | 2013             | Za służbę w ramach PKW Afganistan |
| ppłk           | Marcin     | Budzyński     | ARCOM              | 2013             | Za służbę w ramach XII zmiany PKW ISAF Afganistan |
| ppłk           | Dariusz    | Żurek         | ARCOM              | 2013             | Za służbę w ramach XII zmiany PKW ISAF Afganistan |
| ppłk           | Krzysztof  | Słomski       | ARCOM z wpinką „V” | 2013             | Za odwagę podczas obrony bazy w Ghazni w czasie XIII zmiany PKW ISAF Afganistan |
| ppłk           | Cezary     | Stachniak     | ARCOM              | 2020             | Za wyjątkowe osiągnięcia jako główny planista wsparcia przez państwo-gospodarza (HNS) w ramach ćwiczenia DEFENDER-Europe 20                                                         |
| ppłk           | Robert     | Kucharski     | ARCOM              | 2012             | Za udział w X zmianie PKW Afganistan Wkład Narodowy do Dowództw i Sztabów ISAF, Kandahar ROLFFSM-A                                                                                  |
| mjr            | Justyn     | Łyżwa         | ARCOM              | 2008             | Combined Task Force Fury, ISAF |
| mjr            | Mariusz    | Miszczak      | ARCOM              | 2008             | Za służbę w ramach ISAF |
| mjr            | Tomasz     | Semeniuk      | ARCOM              | 2008             | Oficer łącznikowy SZ RP w 311 Dowództwie Wsparcia Task Force Gator, Operacja „Iracka Wolność”                                                                                       |
| ppłk           | Sławomir   | Krawczyk      | ARCOM              | 2010             | NTM-A ISAF |
| mjr            | Mateusz    | Dadał         | ARCOM              | 2011             | NTM-A ISAF |
| mjr            | Paweł      | Gorzelańczyk  | ARCOM              | 2013             | Task Force White Eagle, Combined Joint Task Force-101 |
| mjr            | Piotr      | Zawiślak      | ARCOM              | 2013             | Za służbę w ramach PKW Afganistan |
| mjr            | Małgorzata | Krywiak       | AFCM               | 2018             | Za pomoc w nawiązywaniu współpracy i kontaktów z lokalną społecznością oraz wsparcie logistyczne                                                                                    |
| kpt.           | Piotr      | Wojciechowski | ARCOM              | 2010             | Za służbę w ramach PKW Irak |
| kpt.           | Adam       | Ciesielski    | ARCOM              | 2010             | Za służbę w ramach PKW Irak |
| kpt.           | Adam       | Czarnik       | ARCOM              | 2010             | Za służbę w ramach PKW Irak |
| kpt.           | Tomasz     | Gilarok       | ARCOM              | 2012             | |
| kpt.           | Tomasz     | Rybka         | ARCOM              | 2012             | Za wzorową służbę w XI zmianie PKW Afganistan |
| kpt.           | Marcin     | Czubat        | ARCOM              | 2013             | Za służbę w ramach XII zmiany PKW Afganistan |
| kpt.           | Mariusz    | Migoń         | ARCOM              | 2013             | Za służbę w ramach PKW Afganistan |
| kpt.           | Dariusz    | Demski        | ARCOM              | 2015             | Za służbę w ramach I zmiany PKW RSM Afganistan |
| kpt.           | Damian     | Piórko        | ARCOM              | 2015             | |
| kpt.           | Leszek     | Wierzbicki    | ARCOM              | 2015             | Za służbę w ramach PKW Afganistan |
| kpt.           | Marian     | Orzechowski   | ARCOM              | 2015             | Za służbę w ramach PKW Afganistan |
| kpt.           | Artur      | Błażejczak    | ARCOM              | 2016             | Za służbę w ramach PKW RSM Afganistan |
| kpt.           | Rafał      | Olbryt        | ARCOM              | 2018             | Za służbę w ramach VIII zmiany PKW Afganistan |
| por.           | Tomasz     | Sobański      | ARCOM z wpinką „V” | 2013             | Za odwagę podczas obrony bazy w Ghazni w czasie XIII zmiany PKW ISAF Afganistan |
| por.           | Małgorzata | Michalska     | ARCOM              | 2013             | Za służbę w ramach PKW Afganistan |
| por.           | Wojciech   | Jóźwiak       | ARCOM              | 2016             | Za służbę w III zmianie PKW RSM Afganistan |
| st. chor. szt. | Gerard     | Koniecki      | ARCOM              | 2012             | Za służbę w ramach NTM-A ISAF |
| st. chor.      | Tomasz     | Książek       | ARCOM              | 2010             | Za służbę w ramach PKW Irak |
| st. chor.      | Krzysztof  | Grabowiec     | ARCOM              | 2011             | Za służbę w ramach NTM-A ISAF |
| st. chor.      | Maciej     | Cegielski     | ARCOM              | 2011             | Za służbę w ramach NTM-A ISAF |
| st. chor.      | Jacek      | Narkun        | ARCOM              | 2012             | Za służbę w ramach ISAF |
| mł. chor.      | Robert     | Busiak        | ARCOM              | 2012             | Za służbę w ramach Task Force White Eagle PKW Afganistan, 2012 |
| sierż. szt.    | Bogusław   | Ślęczka       | ARCOM              | 2011             | Za służbę w ramach NTM-A ISAF |
| sierż.         | Bogdan     | Matolicz      | AFCM               | 2018             | Za pomoc w nawiązywaniu współpracy i kontaktów z lokalną społecznością oraz wsparcie logistyczne                                                                                    |
| plut.          | Borys      | Froniewski    | ARCOM              | 2018             | Za służbę w ramach PKW RSM Afganistan |
| st. kpr.       | Łukasz     | Janus         | ARCOM              | 2015             | Za służbę w ramach PKW Afganistan |
| kpr.           | Przemysław | Piątkowski    | ARCOM              | 2012             | Za służbę w ramach IX zmiany PKW Afganistan, druga połowa 2011 r. |
| st. szer.      | Rafał      | Miotk         | ARCOM              | 2012             | Za służbę w ramach ISAF |
| st. szer.      | Wojciech   | Gaida         | ARCOM              | 2018             | Za służbę w ramach VIII zmiany PKW RSM Afganistan |

Spośród Polaków uhonorowanych odznaczeniem (Army COM) najwięcej jest żołnierzy JW 4101, kilkunastu odznaczonych.